# Друга влада Александра Вучића
Друга влада Александра Вучића је претходни сазив Владе Републике Србије. Владу је изабрао Једанаести сазив Народне скупштине Републике Србије 11. августа 2016. године. Била је 14. по реду Влада Србије од обнове вишепартијског система у Србији. Владу су чинили представници Српске напредне странке, Социјалистичке партије Србије, Социјалдемократске партије Србије, Покрета социјалиста, Партије уједињених пензионера Србије, као и нестраначке личности.
Влада је имала 16 министарстава, као и претходна, с обзиром на то да нису биле предложене измене закона о влади и о министарствима.

## Избори за председника Србије и нова влада
Председник Владе Александар Вучић учествовао је као кандидат на изборима за председника Републике Србије 2. априла 2017. и победио је у првом кругу са 55% освојених гласова. Постао је Председник Републике Србије после истека петогодишњег мандата актуелном председнику Томиславу Николићу 31. маја 2017. Александар Вучић је, у ноћи изборног тријумфа, најавио избор новог председника владе за два месеца, или неки дан више. 30. маја 2017. председник владе Александар Вучић, поднео је оставку, да би преузео дужност председника Републике. На посебној седници 31. маја Народна скупштина је констатовала оставку Вучића на место председника владе, чиме је почео да тече рок од 30 дана за састав нове владе. До избора нове владе, ту функцију обављао је први потпредседник Владе Ивица Дачић. Ана Брнабић је 15. јуна добила мандат за састав нове владе од председника Вучића. Нова влада на челу са Аном Брнабић изабрана је 29. јуна од стране Народне скупштине.

## Састав
| Ресор                                                                                   | Слика                   | Име и презиме           | Странка             | Белешка                                  |
| --------------------------------------------------------------------------------------- | ----------------------- | ----------------------- | ------------------- | ---------------------------------------- |
| Председник Владе                                                                        | Александар Вучић        | Александар Вучић        | СНС                 | до 31. маја 2017.                        |
| Председник Владе                                                                        | Ивица Дачић             | Ивица Дачић             | СПС                 | в.д. председника владе од 31. маја 2017. |
| Први потпредседник Владе Министар спољних послова                                       | Ивица Дачић             | Ивица Дачић             | СПС                 |                                          |
| Потпредседник Владе Министар унутрашњих послова                                         | Небојша Стефановић      | Небојша Стефановић      | СНС                 |                                          |
| Потпредседница Владе Министарка грађевинарства, саобраћаја и инфраструктуре             | Зорана Михајловић       | Зорана Михајловић       | СНС                 |                                          |
| Потпредседник Владе Министар трговине, туризма и телекомуникација                       | Расим Љајић             | Расим Љајић             | СДПС                |                                          |
| Министар одбране                                                                        | Зоран Ђорђевић          | Зоран Ђорђевић          | СНС                 |                                          |
| Министарка државне управе и локалне самоуправе                                          | Расим Љајић             | Ана Брнабић             |                     |                                          |
| Министарка правде                                                                       | Расим Љајић             | Нела Кубуровић Кисић    |                     |                                          |
| Министар привреде                                                                       |                         | Горан Кнежевић          | СНС                 |                                          |
| Министар финансија                                                                      | Душан Вујовић           | Душан Вујовић           |                     |                                          |
| Министар пољопривреде и заштите животне средине                                         | Душан Вујовић           | Бранислав Недимовић     | СНС                 |                                          |
| Министар културе и информисања                                                          | Вања Удовичић           | Владан Вукосављевић     |                     |                                          |
| Министар омладине и спорта                                                              | Вања Удовичић           | Вања Удовичић           | СНС                 |                                          |
| Министар просвете, науке и технолошког развоја                                          | Вања Удовичић           | Младен Шарчевић         |                     |                                          |
| Министар здравља                                                                        | Вања Удовичић           | Златибор Лончар         | нестраначка личност |                                          |
| Министар рударства и енергетике                                                         | Александар Антић        | Александар Антић        | СПС                 |                                          |
| Министар за рад, запошљавање, борачка и социјална питања                                | Александар Вулин        | Александар Вулин        | ПС                  |                                          |
| Министарка без портфеља задужена за европске интеграције                                | Јадранка Јоксимовић     | Јадранка Јоксимовић     | СНС                 |                                          |
| Министарка без портфеља задужена за демографију и популациону политику                  | Славица Ђукић Дејановић | Славица Ђукић Дејановић | СПС                 |                                          |
| Министар без портфеља задужен за регионални развој и координацију рада јавних предузећа |                         | Милан Кркобабић         | ПУПС                |                                          |